# Soběšovice (Chrášťany)
Soběšovice (německy Sobieschowitz) je malá vesnice, část obce Chrášťany v okrese Benešov. Nachází se asi 3 km na západ od Chrášťan. V roce 2009 zde bylo evidováno 13 adres. Osadou protéká Tloskovský potok, který je levostranným přítokem Janovického potoka.
Soběšovice leží v katastrálním území Chrášťany u Benešova o výměře 11,54 km².

## Historie
První písemná zmínka o vesnici pochází z roku 1310.
Za druhé světové války se ves stala součástí vojenského cvičiště Zbraní SS Benešov a její obyvatelé se museli 1. dubna 1943 vystěhovat.

## Pamětihodnosti
- Zemědělský dvůr čp. 1